# I-33
I-33 — підводний човен Імперського флоту Японії, який брав участь у Другій світовій війні.

## Загальні відомості
Корабель належав до типу B (він же клас I-15), представники якого мали великі розміри (їх надводна водотоннажність перевищувала підводний показник океанських підводних човнів США) та могли нести розвідувальний літак або, після переобладнання, мінісубмарину для диверсійних операцій.
I-33 завершили в червні 1942-го та включили до 15-ї дивізії підводних човнів.

## Перший похід
7 серпня 1942-го союзники висадились на сході Соломонових островів, що започаткувало шестимісячну битву за Гуадалканал та змусило японське командування перекидати в регіон підкріплення. Як наслідок, 15 серпня I-33 вийшов з Куре із завданням здійснювати патрулювання на південь від острова Сан-Крістобаль.
24 серпня 1942-го, у день великої битви біля східних Соломонових островів, I-33 здійснював перехід у надводному положенні до нового району на північний схід від Сан-Крістобалю, де якраз маневрувало американське авіаносне з'єднання. Близько опівдня його помітив та атакував літак з авіаносця USS Enterprise. Човен екстрено занурився та не зазнав пошкоджень, втім, якось допомогти своїм надводним силам йому також не вдалось.
30 серпня 1942-го I-33 встановив контакт з якимись ворожими силами, проте так і не зміг вийти в атаку. Човен і далі безрезультатно перебував у районі Соломонових островів до 20 вересня 1942-го, після чого попрямував на базу та 25 вересня прибув на атол Трук (центральні Каролінські острови).

## Інцидент на Труці
На Труці I-33 поставили побіч з ремонтним судном «Уракамі-Мару» та розпочали певні відновлювальні роботи, зокрема на одному з торпедних апаратів. Вранці 26 вересня 1942-го вахтовий офіцер, який намагався підняти носову частину корабля та зменшити вплив хвиль, віддав хибний наказ відкрити клапан кормової баластної цистерни. Корабель дістав проблеми із плавучістю, вода почала надходити через носовий люк для завантаження торпед і всього за 2 хвилини I-33 затонув. Водолази спустились до човна, який ліг на дно на глибині близько 40 метрів, та доповіли про наявність у корпусі живих, втім, через нестачу рятувального обладнання допомогти їм не вдалось. Всього у інциденті загинуло 33 моряки.
Наказ про підйом І-33 віддали майже одразу, проте лише 19 грудня 1942-го відбулась спроба поставити загерметизований корпус на плав. Всередину І-33 почали закачувати повітря і в якийсь момент носова частина субмарини навіть з'явилась на поверхні, але через кілька хвилин високий тиск всередині корпусу вирвав одну з кришок трюмів і човен знову затонув. 25 грудня операцію відновили переобладнане рятувальне судно «Міє-Мару» та танкер «Ніппо-Мару» і 29 грудня корпус І-33 нарешті підняли на поверхню.
2 березня 1943-го Ніппо-Мару полишив Трук з І-33 на буксирі, а 18 березня привів човен до Куре. На переході супровід забезпечували переобладнані канонерські човни «Чоун-Мару» та «Хейдзе-Мару», потім до них приєднався есмінець «Юнагі», а на підході до Японії також патрульний корабель PB-46 та торпедний човен «Хато».

## Інцидент у Куре
Ремонт І-33 на верфі ВМФ у Куре тривав більш як рік — до 1 червня 1944-го.
13 червня 1944-го під час завершальних приймальних випробувань, які човен проводив без супроводу у Внутрішньому Японському морі, сталась чергова аварія із затопленням ряду відсіків, з розвитком якої І-33 ліг на дно на глибині понад 50 метрів. Десять моряків разом з командиром човна виявились заблокованими в командному відсіку. У підсумку командир наказав усім полишити корабель, проте сам залишився на борту. Вісьмом морякам удалось досягнути поверхні, але до берега дістались живими лише два з них. Ще 13 членів екіпажу пережили момент аварії в носовому відсіку, проте не змогли полишити його, оскільки люк заклинило. Майже всі вони померли від задухи, а останній вчинив самогубство. Всього унаслідок аварії загинуло 102 особи.
14 червня 1944-го літаки виявили на воді сліди палива та скерували до місця загибелі І-33 плавучу базу підводних човнів «Чогей». Водолази з останньої провели обстеження загиблого корабля і виявили уламок деревини, який потрапив під час ремонту до повітропроводу та заклинив при зануренні клапан, що й призвело до аварії.
У 1953 році корпус човна підняли та здали на злам. При цьому виявилось, що носовий відсік так і залишився незатопленим.